# 2010年拉斐爾·納達爾網球賽季

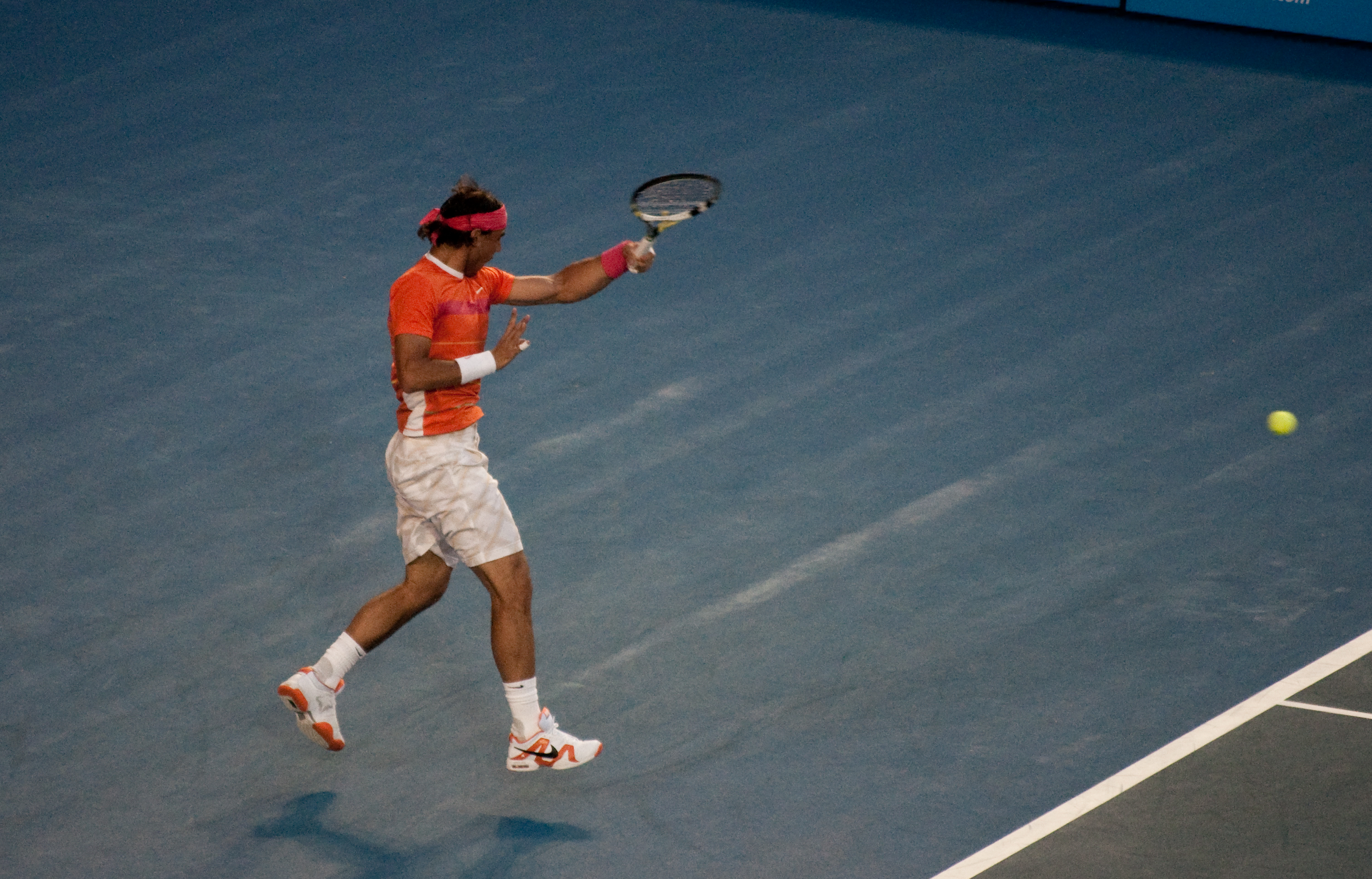
納達爾在2010年澳洲網球公開賽八強賽事中擊球

2010年賽季總括而言，是職業生涯以來表現最佳的賽季，納達爾擺脫從去年5月以來，長達11個月未能奪冠的低潮，從紅土賽季中重返巔峰，不但完成同年紅土大滿貫，更囊括3座大滿貫在內的7項ATP單打賽事冠軍，2010年單打戰績為71勝10負，第2次年終世界排名第一。
1月，納達爾參加阿布達比表演賽，四強中的第一場比賽，以7-63, 6-3擊敗同胞好手直落二盤费雷尔，在冠軍爭奪戰中，以7-63, 7-5擊敗去年二度擊敗他的瑞典球員索德靈。
接著參加卡塔爾多哈舉行的卡達埃克森美孚公開賽，在決賽中面對俄羅斯迪維丹高，第一盤先以6-0取勝，可惜第二盤打到決勝局時以小分8-10負於對手，再於第三盤以4-6負於對手，仍未能在澳網前取得國際網球聯會指定賽事冠軍。
澳洲網球公開賽，納達爾尋求衛冕，在八強賽中面對穆雷，引發膝傷退賽，宣告衛冕失敗，也使他的世界排名下滑至第四。
他為了調整傷勢，而放棄了參加荷蘭鹿特丹的巡迴賽，而由於衛冕冠軍穆雷未參賽，納達爾的世界排名上升至第三。
3月，印第安維爾斯大師賽，納達爾在四強與老將柳比契奇交手，結果遭到對手以3-6, 6-4, 7-63逆轉淘汰出局，宣告衛冕失敗，納達爾的世界排名下滑至第四，另外在雙打方面，納達爾與同胞洛佩斯搭擋，意外擊敗許多雙打名將，決賽更以7-68, 6-3直落二盤擊敗雙打世界第一內斯特與齊莫尼奇，奪下繼2008年蒙地卡羅大師賽以來，第二座大師1000系列賽雙打冠軍。
隔週索尼愛立信公開賽，晉級八強之前只失一盤，八強以6-3, 6-2直落二盤擊敗特松加，但四強遭到羅迪克以4-6, 6-3, 6-3逆轉止步。同時因為去年冠軍穆雷爆冷於第二輪出局，納達爾的排名再度重回世界第三。
4月，蒙地卡羅大師賽，納達爾尋求六連冠，第二、三輪前兩戰皆以6-1, 6-0強勢橫掃對手，八強以6-4, 6-2直落二盤擊敗02、03冠軍費雷羅，四強以6-2, 6-3直落二盤擊敗費雷爾，決賽與貝爾達斯科作生涯第10次交手，最終以6-0, 6-1直落二盤輕取對手而奪冠，終止了接近一年的冠軍荒。納達爾五場比賽中只丟失14局，是個人生涯新低，在蒙地卡羅完成六連霸更一舉超越博里、費德勒等名將，寫下公開賽以來ATP單一賽事最長連霸紀錄，同時贏得個人生涯第16座大師賽冠軍，也是生涯第37個單打冠軍。
隔週，納達爾原本預定參加巴塞隆納公開賽，為了合理調整紅土賽季參賽行程，已經宣布賽前退出。
4月底，羅馬大師賽，納達爾以第三種子兼衛冕冠軍參賽，四強前三場比賽，均以直落二盤輕取對手，四強與擊敗費德勒的拉脫維亞新秀古爾比斯交手，納達爾在自己失誤增多下與對手優異的發球、出色的小球陷入苦戰，而丟失了第二盤，不過第三盤恢復狀態，將自己發球局全部守住，破了對手一個發球局取得勝利，最終以6-4, 3-6, 6-4驚險戰勝對手晉級決賽。決賽中與同胞費雷爾爭冠，以7-5, 6-2直落兩盤衛冕成功，在六年之內奪下五座羅馬冠軍。這不僅是納達爾生涯第17座大師賽冠軍，也是生涯第38個單打冠軍，更以23歲之姿追平阿格西所保持的大師賽冠軍紀錄，累積速度驚人。

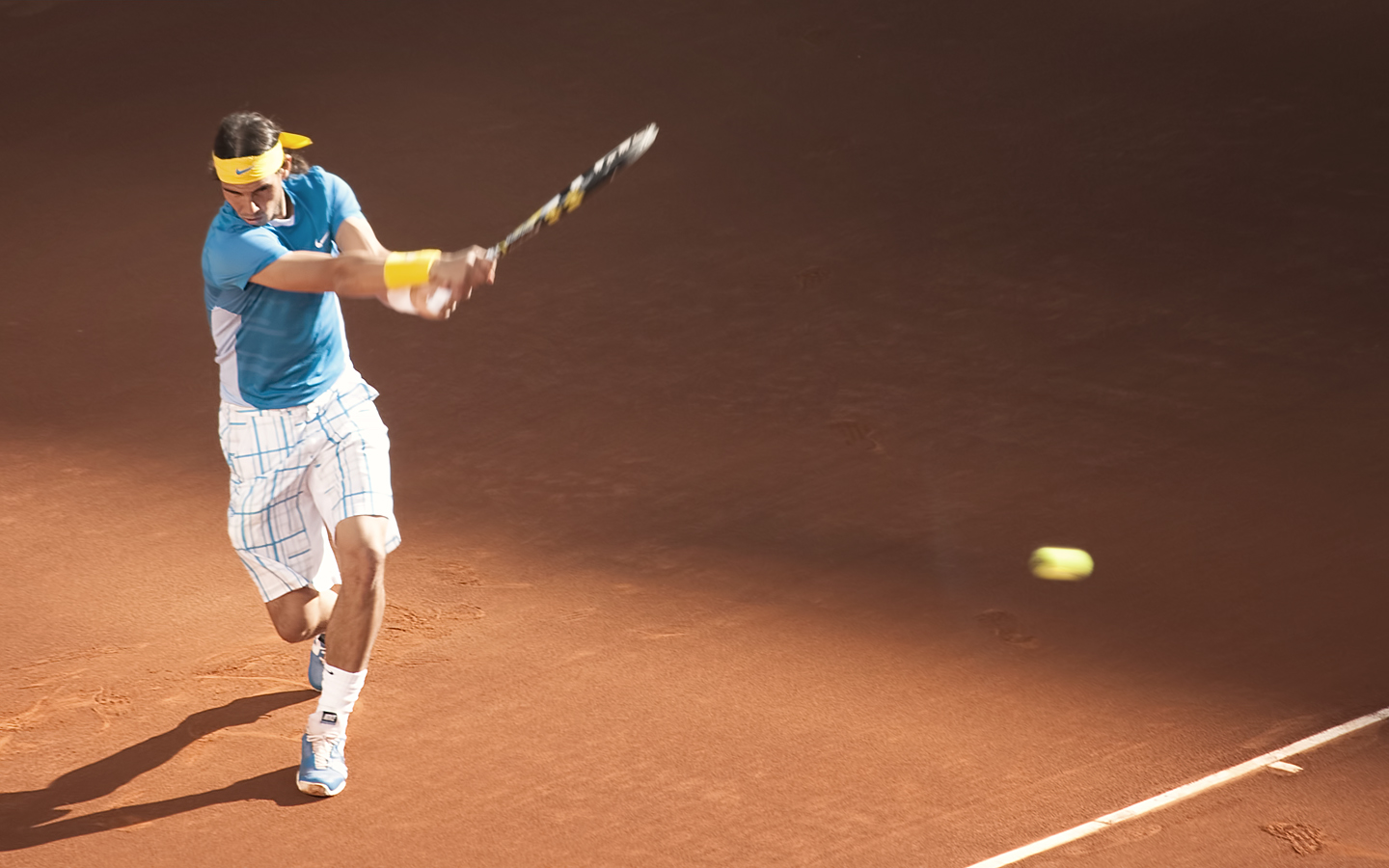
納達爾在2010年馬德里大師賽

5月，馬德里大師賽，納達爾以第二種子參賽(因喬科維奇未參賽)，第一輪輪空免戰，第二輪以6-4, 6-3直落二盤擊敗烏克蘭年輕球員多爾戈波洛夫，第三輪以7-5, 6-4直落二盤擊敗美國球員伊斯內爾，八強以6-1, 6-3直落二盤擊敗法國球員蒙菲爾斯，四強與同胞阿爾瑪格羅交手，第一盤狀態不理想的情況下，以4-6丟失了第一盤，則陷入了苦戰，不過在第二盤的其中一個發球局渡過對手二個破發點後，而狀態回升，後來二、三盤皆以6-2而獲得勝利，最終以比分4-6, 6-2, 6-2逆轉擊敗對手而晉級決賽，在這場勝利之後，他的績分確定超越喬科維奇，使世界排名重回世界第二，也確定以第2種子身份參加法網。決賽與費德勒上演相隔一年的對決，是雙方生涯第21次的交手，由於費德勒在面臨賽末點時揮拍落空，最終以6-4, 7-65直落二盤獲勝，拿下此地第2個冠軍與生涯第18座大師賽冠軍，也是生涯第39個單打冠軍。納達爾這場勝利寫下許多網壇新紀錄，不僅一舉超越阿格西成為大師賽紀錄保持人，更是史上唯一同年囊括三項紅土大師賽的球員，以及連續奪得三項大師賽冠軍的第一人。
法國網球公開賽，納達爾八強前皆以直落三盤擊敗對手晉級，八強的對手是同胞好手阿爾瑪格羅，結果以7-62, 7-63, 6-4直落三盤獲勝晉級四強，四強的對手逆轉擊敗喬科維奇的奧地利老將梅爾策，結果以6-2, 6-3, 7-66直落三盤晉級決賽，決賽的對手是在八強終止費徳勒大滿貫連續23次四強的去年亞軍索德靈，結果以6-4, 6-2, 6-4直落三盤擊敗對手，而奪得第5座法網冠軍兼第7座大滿貫單打錦標，也是生涯第40個單打冠軍，繼2008年法網以來，又一次不失一盤而奪冠，加上之前紅土賽季連奪蒙地卡羅、羅馬、馬德里三項大師賽，締造史上第一人同年紅土大滿貫的成就，他以22連勝的成績完美的結束了今年的紅土賽季。在排名方面，因為去年冠軍費德勒在八強出局，納達爾在法網後再次登上世界第一。
6月，女王盃，納達爾在八強遭到同胞洛佩斯以7-65, 6-4直落二盤淘汰出局，終止今年紅土賽季以來的不分場地24連勝與2008年草地賽季以來的14連勝，另外在雙打方面，納達爾與另一個同胞洛佩斯搭擋，但隨著單打八強賽事的出局，納達爾宣布退出雙打賽事，使第二輪的對手直接晉級下一輪。
7月，溫布頓網球錦標賽，位列第2種子的納達爾，在第一週的賽事中遇到位於百名外的荷蘭球員哈塞與33號種子普茲斯內爾的強力挑戰，連續經歷二場五盤大戰的考驗，皆面臨盤數1-2的落後，最後均連追二盤而逆轉獲勝驚險晉級，進入第二週的賽事後則漸入佳境，第四輪則6-4, 6-2, 6-2直落三盤擊敗法國球員馬蒂厄，八強中先失一盤再倒趕三盤以3-6, 6-3, 7-64, 6-1擊敗先前在法網決賽交手過的索德靈，四強中在一場雙方臨場狀況發揮接近的賽事中，納達爾把握較佳的關鍵分，來取得獲勝的優勢，以6-4, 7-66, 6-4直落三盤淘汰地主希望穆雷，第四次打入溫網決賽，對手為八強淘汰去年冠軍費德勒的捷克球員貝迪治，納達爾以6-3, 7-5, 6-4直落三盤勝出，奪得第2座溫網冠軍與第8座大滿貫單打錦標，也是生涯第41個單打冠軍，由於去年未參賽，變相達成溫布頓草地14連勝。繼2008年後，再一次於同一賽季完成法網、溫網背靠背掄元。
8月，加拿大大師賽，納達爾在四強遭到最後奪冠的衛冕冠軍穆雷以6-3, 6-4直落二盤淘汰出局。另外在雙打與喬科維奇搭擋參賽，但在首輪卻遭到地主球員後來居上而出局。
辛辛那提大師賽，納達爾在八強被巴格达蒂斯以4-6, 6-4, 4-6淘汰出局，這是首次敗給該對手。

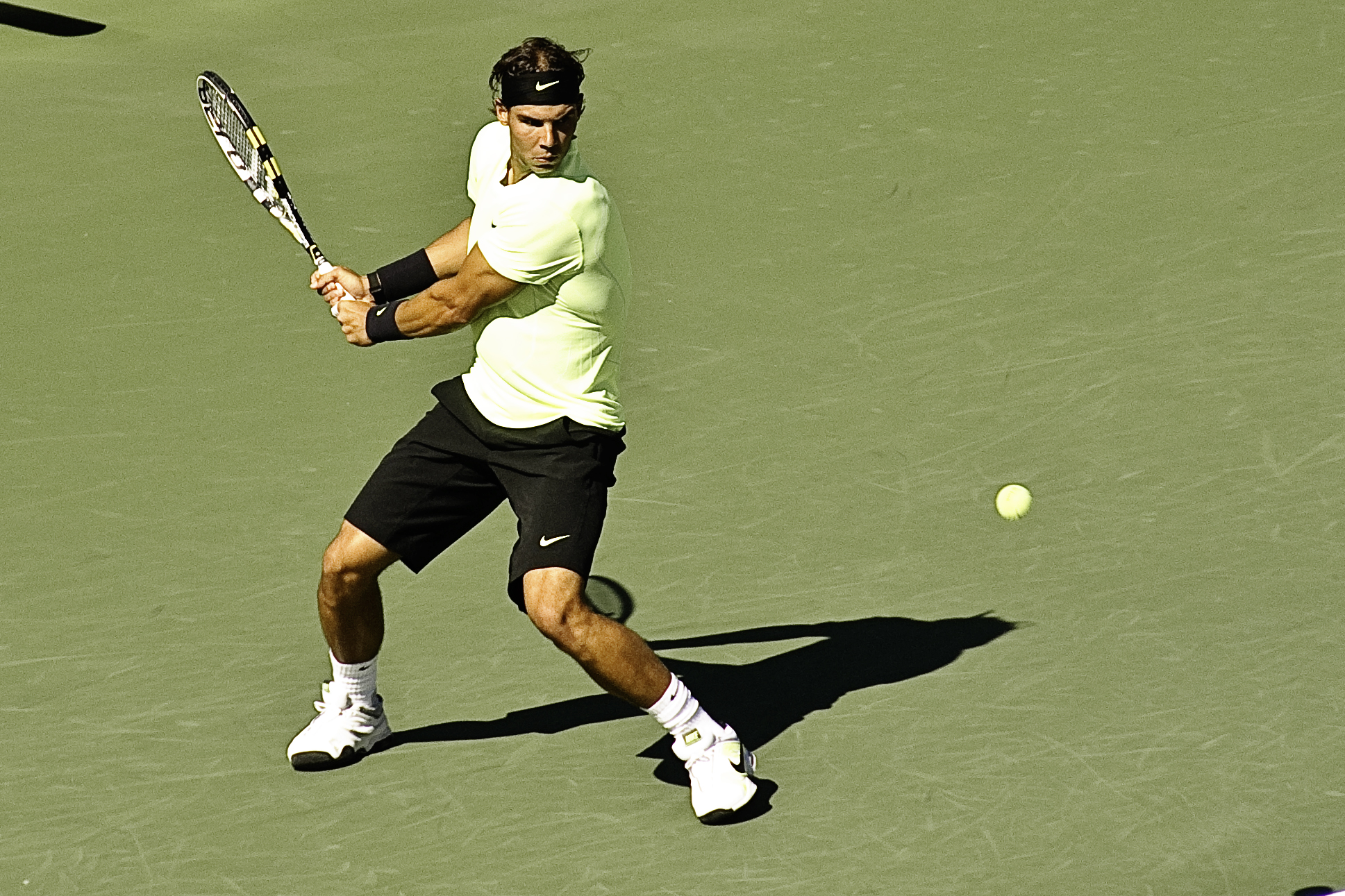
納達爾2010年美國網球公開賽中擊球

9月，美國網球公開賽，納達爾僅在前二輪打了三盤搶七局，以一盤不失的佳績首度晉身美網決賽，決賽對手是先前交手21次的德約科維奇，納達爾最終以6-4, 5-7, 6-4, 6-2 勝出，雖然無緣創造美網奪冠而不失一盤的紀錄，生涯第8度參賽美網，首度贏得美網冠軍與第9座大滿貫男子單打錦標，這是繼去年印第安維爾斯大師賽以來的硬地賽事冠軍，也是生涯42個單打冠軍。納達爾成為網球史上第七位完成職業大滿貫的網球選手；再加上2008年北京奧運贏得金牌，繼阿加西後第二位網球選手完成職業金滿貫，同时也是公開賽時代以來，取得職業大滿貫最年輕的選手，以及第五位在公開賽年代以來一年內奪得三項大滿貫男單錦標的球員（前四位分別是拉沃、康諾斯、韋蘭德及費德勒），另外是1984年的美網冠軍以來另一位左手持拍的美網冠軍。
ATP 其後宣佈納達爾提前鎖定2010年度年終世界第一，繼2008年後再次成功登頂，並繼倫德爾、費德勒後第三位成功重奪年終世界第一的網球選手。
泰國網球公開賽，納達爾首次參賽，第一輪輪空，第二輪與八強只失五局而晉級四強，在四強賽事中對手是同胞加西亞·洛佩斯，前二盤26記破發點只掌握二記，第一盤兩破對手發球局以6-2先勝一盤，第二盤浪費16記破發點，錯失領先的大好機會，最後相持至搶七以63-7輸掉一盤，最後對手在第三盤越打越好，納達爾遭到首次破發後，以3-6反勝為敗，結果被對手以2-6, 7-63, 6-3逆轉爆冷淘汰出局。
10月，日本網球公開賽，納達爾於四強挽救兩個賽點下, 以7-64, 4-6, 7-67險勝塞爾維亞選手特洛伊基，全場賽事總共發出44球ace 球，納達爾發出18個，平了職業生涯單場發出ace 球的紀錄。決賽以6-1, 7-5 直落兩盤戰勝法國選手孟菲爾斯，首次於日本公開賽奪冠。
上海大師賽，納達爾於第三輪遭到奧地利好手梅爾策以6-1, 3-6, 6-3淘汰出局，第一盤，納達爾為後發球者，遭到兩破發球局，以1-6丟掉首盤，第二盤則為先發球者，破對手一個發球局，以6-3追回一盤，第三盤輪回為後發球者，對手的一發得分率高達100%，僅在接二發得分為四分，被先破發後，最後以3-6告負，於首度敗給梅爾策，這是繼2008年羅馬大師賽之後，首度在ATP大師系列賽在八強之前出局。
11月，巴黎大師賽，納達爾宣布退出賽事，因練習過度導致左肩肌腱發炎。
年終ATP世界巡回赛总决赛，納達爾小組循環賽首場的對手是羅迪克，結果以3-6, 7-65, 6-4逆轉獲勝，第二場的對手是先前交手22次的約科維奇，結果以7-5, 6-2意外輕鬆直落二盤獲勝，最後一場的對手是貝迪治，結果以7-61, 6-1直落二盤獲勝，首度以小組賽三戰全勝晉級四強。四強以7-65, 3-6, 7-66淘汰地主球員穆雷，首次晉級該項賽事決賽。決賽3-6, 6-3, 1-6 不敵老對手費達拿，屈居亞軍。
12月21日，納達爾將與費德勒舉辦二場為費達拿名下的基金籌款的表演賽，第一場在瑞士蘇黎世，第二場在隔天的西班牙馬德里，結果兩人先後在自己主場各勝一場，取得500萬美元的善款。